# Конфликт са Ногајевом хордом
Монголи (Татари) под влашћу Ногаја, дефакто владара Златне хорде, били су у великој мери умешани у Краљевини Србији током 1280-их и 1290-их. Озбиљна инвазија претила је 1292. године, али је избегнута када је Србија склопила повољни мир са Ногајем. Утицај Ногајеве хорде на Балкану био је шири од саме Србије. Године 1292. допринели су свргавању и изгнанству бугарског краља Ђорђа I.
Спорадични сукоб са Златном хордом био је друго велико сукобљавање Срба са Монголима након монголске инвазије на Србију 1242. године.

## 1282–1283
Српски краљ Стефан Милутин је 1282. године напао северну Македонију, тада део Византије. Цар Михаило VIII је у то време био ометен сукобом са деспотом Јованом I од Тесалије, и позвао је Ногаја да му обезбеди трупе за напад на Тесалију. Ногај је послао 4.000 коњаника, који су у Тракију стигли у октобру. Међутим, 11. децембра, Михаило VIII је умро. Његов син, Андроник II, није желео да настави напад на Тесалију, па је уместо тога послао Монголе преко Дунава да, према речима Нићифора Григора, „ослабе [Србе], а затим се врате пљачкајући преко Дунава”. Војска, у којој су били византијски помоћници, стављена је под команду Михаила Главаса.
Почетком 1283. године византијско-монголска војска прешла је Дунав и пљачкала до Липљана и Призрена. Монголски одред покушао је да пређе набујалу реку Дрим али нису успели и подавили су се, док је њихов вођа Чрноглава са делом војске успео да преплива реку, али су сви изгинули у сукобу са српском војском, која их је дочекала на суседној обали и потукла оружијем и стрелама. Чрноглавина глава на колцу је послата српском краљу Милутину. И поред овог неуспеха, Нићифор Григора читаву мисију назива успешном.
Андроникосова операција није ослабила нити одвратила Србе. У јесен 1283. Милутин је поново напао Македонију, продирући све до Кавале на Егејској обали.

## 1284–1285
Према Данилу II, почетком 1280-их бугарски принчеви Дрман и Куделин напали су мађарску Мачванску бановину уз помоћ својих татарских (монголских) и куманских савезника. Крајем 1284. године, угарски краљ Ладислав IV Куманац дао је Мачву, укључујући Београд и део територије у северној Босни, свргнутом српском краљ Драгутину, који је 1282. године основао своје краљевство северно од Западне Мораве. Драгутин се 1285. године удружио са Угарском и напао Дрмана и Куделина. Овај напад је одбијен и Бугари су са својим куманским и татарским плаћеницима опустошили Драгутинове земље. Заузели су Мачву, а сам Драгутин био је принуђен да побегне на двор краљ Милутина.

## 1291–1292
Према писму мађарског краља Андрије III, током зиме 1291–1292. Монголи су напали област Мачве (која је била под Драгутином) и он је тамо послао војску да га брани. Овај напад на Мачву могао је доћи са бугарске или српске територије, највероватније од Дрмана и Куделина. Касније 1292. године, Драгутин се удружио са Милутином и заједно су победили Дрмана и Куделина. Драгутин је од њих анектирао Браничево и Кучево и они су побегли преко Дунава на монголску територију. Одатле су неуспешно подстицали Ногаја да нападне Србију. Уместо тога, Ногај је фаворизовао посредни приступ преко свог субјекта, полунезависног војсковође Шишмана Видинског.
После анексије Браничева, границе Драгутинове Србије померене су до Шишманове територије. Он је можда некада био савезник или чак вазал Дрмана и Куделина, а сигурно је био вазал Златне хорде, која га је можда чак и поставила у Видину. Године 1292. окупио је три пута проклете татарске јеретике и своје војнике, по речима Данила, и напао Милутинову Србију. Милутинове снаге су можда биле пресудни фактор у српској победи над Дрманом и Куделином.
Шишманова војска садржала је велики број Монгола и, за разлику од војске Дармана и Куделина, то нису били плаћеници. Његова инвазија није била ништа више од пљачкашке рације, али је продрла дубоко у српску територију и проузроковала велика разарања, укључујући и паљење манастира Жиче. Поражен је код Ждрела након чега се повукао. Као одговор, Милутин је напао Шишманову територију и заузео Видин, приморавши Шишмана да побегне преко Дунава на територију Златне Хорде. Убрзо након тога, Шишман је поново постављен у Видину под српском сувереношћу, вероватно на инсистирање Монгола. То се вероватно догодило 1292. године. Да би запечатио савез, Шишман се оженио ћерком српског жупана Драгоша, а његов син Михаило III је оженио Милутинову кћерку Ану Неду.
Упркос очигледној дипломатској победи, пошто се Шишман вратио на престо у Видину, Монголи Златне Хорде очигледно су сматрали да су угрожени Милутиновим успесима. Према Данилу, „Ногај је започео припреме за удар на [Милутина] незнабожачким снагама, желећи да заузме његове земље”. Упозорен унапред на Ногајеве припреме, Милутин је послао амбасаду на канов двор, где је очигледно понудио да прихвати монголско господство. Данило бележи да је потом на Ногајев двор послао сина Стефана Дечанског, будућег краља Србије, и „високе племиће српских земаља”. То су били само таоци и можда мали војни контингент. У сваком случају, били су симболи српског подређивања. То се догодило у периоду између 1293. и 1294. Дечански је остао талац до 1297. године.
Једна од жртава Милутинове нове везе са Ногајем вероватно је био његов брак са Јелисаветом Арпад. До 1296. више није деловала као краљица, вероватно захваљујући континуираној угарској антимонголској политици.